# 이정현 (정치인)
이정현(李貞鉉, 1958년 10월 13일~)은 대한민국의 정치인이다.
민주정의당에서 정치 커리어를 시작한 이래, 호남 출신으로는 보기 드물게 줄곧 보수 진영에서 몸담아 온 정치인이다. 2016년 8월 당시 새누리당 대표로 선출되면서, 최초의 호남 출신 새누리당 대표가 되었다.

## 생애
1984년 민주정의당에 입당하며 정계에 입문한 그는 호남 출신으로는 보기 드물게 보수정당에서만 몸담으며 정치 커리어를 쌓아 왔다. 2008년에 열린 제18대 총선에서는 한나라당 비례대표 초선 국회의원을 지냈다. 제17대 대통령 당내 경선 때 박근혜 후보의 대변인을 맡아 박근혜 후보의 비공식 대변인으로 유명했다. 또한 전라남도 곡성군 출신으로 한나라당에서는 거의 유일하게 원내에서 호남 지역을 대표하는 인물로 알려져 있다.
2012년 19대 총선에서는 광주광역시 서구 을 지역구에 출마하여 선전했지만, 통합진보당 오병윤 후보에게 패해 낙선했다. 그 후 2013년 박근혜 정부가 출범하자 청와대 정무수석으로 임명되었다. 그러던 중 2013년 6월 윤창중 전 대변인 성추행 사건 이후 자리에서 물러난 이남기 홍보수석의 후임으로 청와대 홍보수석으로 근무하다가, 2014년 7월 보궐선거 출마를 위해 물러났다.
2014년 대한민국 재보궐선거 때 새누리당 최고위원이라는 직함을 달고 상대적으로 불리한 순천시·곡성군 선거구에 출마, '노무현의 남자'로 불리는 서갑원 새정치민주연합 후보를 꺾고 지역구 의원의 자격을 얻으며 원내 복귀에 성공했다. 호남에서만 4번째로 지역구에 출마한 끝에 첫 당선이며, 18년 만에 호남권에서 새누리당 의원이 탄생하였다.
2016년 치러진 20대 총선에서는 앞선 상대후보에 뒤쳐진 여론조사의 판세와 그의 고향인 곡성군이 광양시·구례군 선거구로 편입됨이 맞물린, 이러한 불리한 측면을 헤집고 상대후보인 전 순천시장 노관규 더불어민주당 후보를 5%p 이상으로 따돌리며 재선에 성공했다. 1988년 소선거구제가 제정된 이래 호남지역에서 보수정당 후보가 최초로 재선에 성공한 것이었다.
2016년 8월 9일에 열린 전당대회에서 새누리당 대표로 선출되어 최초의 호남 출신 보수정당 대표가 되었으나, 얼마 지나지 않아 박근혜-최순실 게이트가 발생한 후 2016년 12월 16일에 치러진 의원총회에서 정우택 의원이 원내대표로 당선되자 새누리당 대표에서 사퇴했다. 그리고 2017년 1월 2일에 당의 쇄신 요구를 받고 새누리당에서 탈당했다.
2020년 21대 총선에서는 지역구인 순천을 떠나 서울 영등포구 을에 무소속으로 출마했으나, 낙선했다. 자신의 지역구였던 순천은 반대로 21대 총선 당시 (낙선했지만) 미래통합당에서 대구광역시 출신의 천하람이 출마했다.
2022년 2월 국민의힘에 복당했다. 2022년 6월 1일에 치러진 제8회 전국동시지방선거에 국민의힘 전라남도지사 후보로 출마하였으며, 선거 결과 현직 도지사였던 더불어민주당 김영록 후보에게 큰 득표수 차이로 눌려 낙선 하였으나, 역대 전라남도지사에 출마한 보수 단일 후보들 중 최고 득표율(18. 81%)을 얻었다.

## 학력
- 목사동국민학교 졸업
- 순천주암중학교 졸업
- 살레시오고등학교 졸업
- 동국대학교 정치외교학 학사

## 경력
- 구용상 국회의원 보좌관
- 구용상 전라남도지사 비서실장
- 민주정의당 정책위원회 홍보담당특별위원
- 국회 정책연구위원
- 한나라당 정책기획팀장
- 한나라당 수석부대변인
- 한나라당·새누리당 광주광역시당 광주 서구 을 당원협의회 위원장
- 문화체육관광방송통신위원회 위원
- 2012년 여수세계박람회 지원특별위원회 위원
- 동국대학교 정치외교학과 겸임교수
- 2008년 4월 9일: 대한민국 제18대 국회의원 선거 당선(비례대표, 한나라당, 초선)
- 2008년 5월~2012년 5월 제18대 국회의원(비례대표, 한나라당→새누리당, 초선)
- 제18대 국회 문화체육관광방송통신위원회 위원
- 국회 예산결산특별위원회 위원
- 국회 2012년 여수세계박람회지원특별위원회 위원
- ~2012년 2월 새누리당 새만금특별위원회 위원
- 광주유니버시아드유치위원회 위원
- ~2012년 2월 새누리당 인재영입위원회 위원
- ~2012년 2월 새누리당 정치선진화특별위원회 위원
- ~2012년 2월 새누리당 쇄신특별위원회 위원
- 동국대학교 정치외교학과 겸임교수
- 새누리당 선거대책위원회 공보단장
- 2012년 6월 새누리당 최고위원
- 2013년 3월~2013년 6월 대통령직인수위원회 비서실 정무팀장
- 2013년 3월~2013년 6월 대통령비서실 청와대 정무수석
- 2013년 6월~2014년 6월 대통령비서실 청와대 홍보수석
- 2014년 7월 30일: 2014년 상반기 재보궐선거 당선(전남 순천시·곡성군, 새누리당, 재선)
- 2014년 7월~2016년 5월 제19대 국회의원 (전남 순천시·곡성군, 새누리당, 재선)
- 2014년 7월~2016년 5월 새누리당 전라남도당 순천시·곡성군 당원협의회 위원장
- 2014년 8월~2016년 4월 새누리당 최고위원
- 2014년 8월~2016년 5월 제19대 국회 후반기 예산결산특별위원회 위원
- 2014년 8월~2016년 5월 제19대 국회 후반기 산업통상자원위원회 위원
- 2016년 4월 13일: 대한민국 제20대 국회의원 선거 당선(전남 순천시, 새누리당, 3선)
- 2016년 5월~2020년 5월 제20대 국회의원(전남 순천시, 새누리당→무소속, 3선)
- 2016년 5월~2017년 1월 새누리당 전라남도당 순천시 당원협의회 위원장
- 2016년 6월 제20대 국회 전반기 교육문화체육관광위원회 위원
- 2016년 6월 제20대 국회 전반기 예산결산특별위원회 위원
- 2016년 8월~2016년 12월 새누리당 당대표
- 2016년 8월~2016년 12월 여의도연구원 이사장
- 2017년 12월~2018년 5월 제20대 국회 전반기 국방위원회 위원
- 2018년 7월~2020년 5월 제20대 국회 후반기 외교통일위원회 위원
- 2020년 제21대 국회의원 선거 서울 영등포구 을 무소속 국회의원 후보
- 2022년 제8회 전국동시지방선거 국민의힘 전라남도지사 후보
- 2022년 9월~2023년 7월 대통령직속 국가균형발전위원회 전략기획위원장
- 2023년 7월~2025년 7월 대통령직속 지방시대위원회 부위원장(차관급)
- 2024년 5월 국민의힘 전라남도당 순천시·광양시·곡성군·구례군 을 당원협의회 위원장
- 2025년 5월~2025년 5월: 한덕수 여러분의 캠프 대변인
- 2025년 5월~2025년 6월: 제21대 대통령 선거 국민의힘 김문수 대통령 후보 상임선대위원장

## 역대 선거 결과
|  | 10.05% |

|  | 1.03% |

|  | 37.48% |

|  | 39.70% |

|  | 49.43% |

|  | 44.54% |

|  | 3.53% |

|  | 18.81% |

|  | 23.66% |

## 소속 정당
| 소속 정당 | 소속 정당  | 소속 기간 | 비고      |
| --------- | ---------- | --------- | --------- |
|           | 민주정의당 | 1984~1990 | 정계 입문 |
|           | 민주자유당 | 1990~1995 | 합당      |
|           | 한나라당   | 1997~2012 | 합당      |
|           | 새누리당   | 2012~2013 | 당명 변경 |
|           | 무소속     | 2013~2014 | 탈당      |
|           | 새누리당   | 2014~2017 | 복당      |
|           | 무소속     | 2017~2022 | 탈당      |
|           | 국민의힘   | 2022~현재 | 복당      |

## 가족 관계
- 아버지(~2017년 3월 6일)
- 배우자: 김민경
  - 딸: 이소정
- 남매: 이양현, 이현숙, 이귀현

## 같이 보기
- 대한민국 제18대 국회의원 선거 한나라당 후보 목록#비례대표
- 순천시·곡성군
- 순천시 (2016년 선거구)
- 순천시의 국회의원
- 곡성군의 국회의원
- 대한민국의 대통령비서실 수석비서관